# Blodbadet på Chios

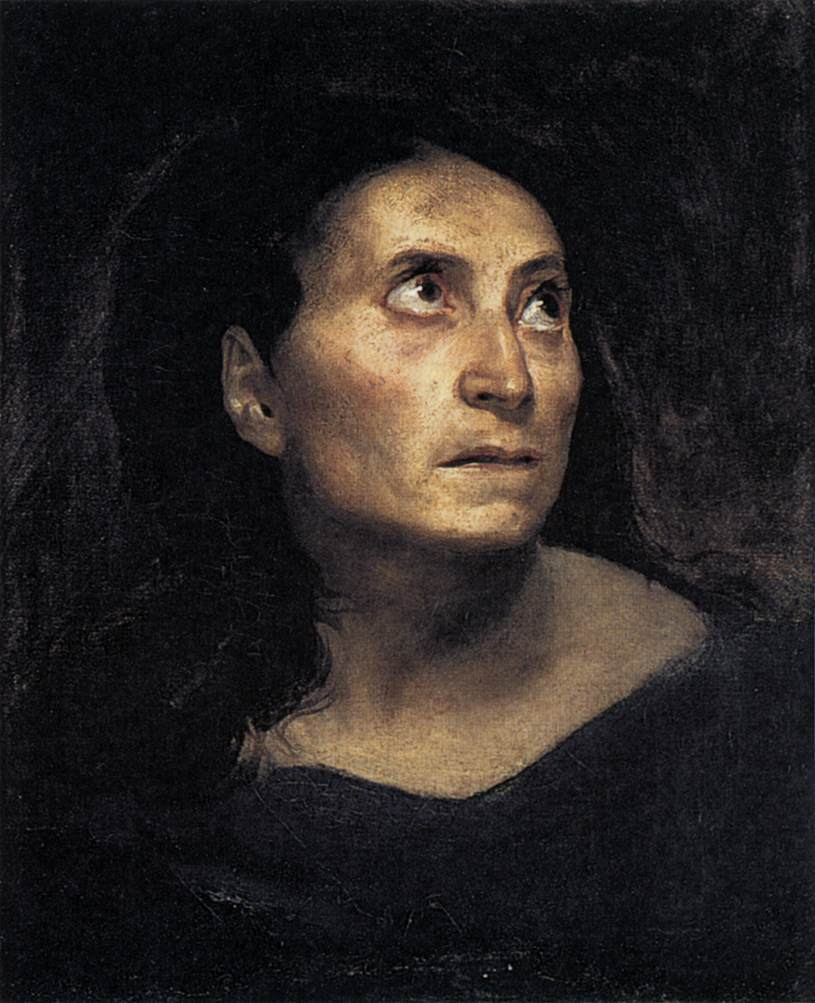

Blodbadet på Chios (franska: Scènes des massacres de Scio, Familles grecques attendant la mort ou l'esclavage) är en oljemålning av den franske romantiske konstnären Eugène Delacroix. Den målades 1824 och ingår i Louvrens samlingar i Paris.
Blodbadet på Chios ställdes ut på Parissalongen 1824 där den inköptes av franska staten. Målningen väckte uppståndelse för Delacroix revolt mot det då rådande nyklassicistiska stilidealet med betoning av linjen (teckningen). Mot linjen ställde Delacroix färgen (det måleriska), dess överhöghet och självständighet som konstnärligt uttrycksmedel. Denna målning, som motiviskt utgår från en verklig massaker på ön Chios 1822 under grekiska frihetskriget mot det Osmanska riket, är ett av de få verk av Delacroix som refererar till de samtida sociala och politiska omvälvningarna.
Delacroix gjorde flera studier innan han påbörjade arbetet med den monumentala Blodbadet på Chios. En av dessa föreställer en äldre kvinna som skräckslaget blickar uppåt. Den ingår idag i Musée des Beaux-Arts d'Orléans samlingar.